# 君主制与共和制论战
君主制与共和制论战是清末民初君主立宪派与民主共和派、保皇派和革命派之间关于中国应当实行君主制还是共和制的一场绵延持久的论争，分为辛亥革命前后两个阶段。

## 概略
1895年甲午战争后，以孙中山为代表的共和主义革命派与君主立宪派之间的分歧日趋明显。1903-1907年间，对于中国应该走温和的改良立宪路线，还是走彻底推翻清廷的革命路线，立宪派和革命派之间展开了一次关于改良与革命、君宪与共和的具有知识启蒙意义的思想大论战。
1905年至1907年间，主张君主立宪制的资产阶级立宪派和主张民主共和制的资产阶级革命派在各自报纸上开展论战。共和派的《民报》主张“民权立宪”。而梁启超的保皇派《新民丛报》主张“开明专制”。梁启超依据康拉德·波伦哈克的理论，认为中国人尚不具备共和资格，需要经由一个开明专制时期才能适应共和。 双方争论焦点是暴力革命与反满问题。
辛亥革命后，中国陷入分裂和战乱的困境。在这种情况下，君主立宪派先后发起了1915年袁世凯复辟和1917年张勋复辟，在思想界再度掀起君主制与共和制孰优孰劣的论战。1915年，发生所谓“国体”讨论。杨度、孙毓筠、严复、刘师培、李燮和、胡瑛等保皇派组建筹安会，引用美国学者古德诺的《共和与君主论》，支持袁世凯复辟。筹安会认为，假共和不如真君宪，仓促实行共和不符合中国国情，辛亥革命是一场去满的“民族革命”，而不是共和革命。杨度主张“君主救国论”，而孙中山和革命党人则认为共和才能救国，先后发动1913年二次革命和1915—1916年护国战争。